# Veli Paatela
Veli Eero Paatela, född 26 september 1919 i Helsingfors, död där 10 maj 2005, var en finländsk arkitekt. Han var son till Jussi Paatela och bror till Jaakko Paatela.
Paatela studerade vid Kungliga Tekniska högskolan i Stockholm 1940–1941 och utexaminerades från Tekniska högskolan i Helsingfors 1944. Han tjänstgjorde hos sin far 1944–1946, hos Alvar Aalto i Boston 1946–1948, som forskningsassistent hos fadern vid Världshälsoorganisationen (WHO) i Genève 1950–1952 och innehade en arkitektbyrå tillsammans med brodern Jaakko Paatela 1952–1989.
Av Paatelas egna verk kan nämnas Helsingfors universitets byggnader i Vik (1961–1967). Tillsammans med hustrun Kaija Paatela (född 1921) ritade han även utbyggnaden och reparationen av Kauniala krigsinvalidsjukhus i Grankulla (1979, 1980). Han tilldelades professors titel 1993.